# Kevin Robinzine
Kevin Robinzine, född den 12 april 1966 i Fort Worth, Texas, är en amerikansk friidrottare inom kortdistanslöpning.
Han tog OS-guld på 4 x 400 meter stafett vid friidrottstävlingarna 1988 i Seoul.